# Sogndal Fotball 2020
Questa voce raccoglie le informazioni riguardanti il Sogndal Fotball nelle competizioni ufficiali della stagione 2020.

## Stagione
A causa della pandemia di COVID-19, il 12 marzo 2020 è stato reso noto che la Norges Fotballforbund aveva inizialmente rinviato l'inizio dell'attività calcistica al 15 aprile. A seguito della decisione del ministero della cultura di vietare la ripresa delle attività fino al 15 giugno, i calendari del campionato sono stati ancora rimodulati. Il 19 maggio, il ministro della cultura Abid Raja ha confermato che la 1. divisjon sarebbe ricominciata la prima settimana di luglio. Il 12 giugno, Raja ha reso noto che sarebbe stata permessa una capienza massima di 200 spettatori. Dal 30 settembre, la capienza è stata aumentata a 600 spettatori, negli impianti dove potesse essere garantita la distanza interpersonale.
Il 10 settembre 2020, la Norges Fotballforbund – dopo diversi rinvii – ha dovuto annullare l'edizione stagionale del Norgesmesterskapet, a causa dell'impossibilità di disputare tutte le partite previste a causa della condensazione del calendario del campionato. Anche il calciomercato è stato organizzato quindi diversamente, con una sessione estiva e una autunnale.
Il Sogndal ha chiuso la stagione al 3º posto, centrando così le qualificazioni all'Eliteserien, partendo direttamente da gara 3: dopo aver superato il Ranheim, la squadra si è arresa al Mjøndalen, che ha mantenuto il proprio posto nella massima divisione locale. Renze Fij è stato il calciatore più utilizzato in stagione, a quota 32 presenze. Kristoffer Hoven è stato invece il miglior marcatore della squadra, con 17 reti.

## Maglie e sponsor
Lo sponsor tecnico per la stagione 2020 è stato Umbro, mentre lo sponsor ufficiale è stato Sparebanken Vest. La divisa casalinga era composta da una maglietta bianca, pantaloncini e calzettoni neri. Quella da trasferta era invece composta da una maglietta nera con rifiniture bianche, con pantaloncini e calzettoni bianchi.
| Casa | Trasferta |

## Rosa
| N. |                        | Ruolo | Calciatore          |
| -- | ---------------------- | ----- | ------------------- |
| 1  | Paesi Bassi (bandiera) | P     | Renze Fij           |
| 2  | Norvegia (bandiera)    | D     | Tomas Totland       |
| 3  | Norvegia (bandiera)    | D     | Andreas van der Spa |
| 3  | Norvegia (bandiera)    | D     | Per Magnus Steiring |
| 4  | Norvegia (bandiera)    | D     | Martin Ove Roseth   |
| 5  | Norvegia (bandiera)    | D     | Daniel Eid          |
| 6  | Norvegia (bandiera)    | D     | Axel Kryger         |
| 7  | Norvegia (bandiera)    | C     | Sivert Mannsverk    |
| 8  | Norvegia (bandiera)    | C     | Tomas Kristoffersen |
| 9  | Norvegia (bandiera)    | A     | Endre Kupen         |
| 10 | Nigeria (bandiera)     | A     | Akor Adams          |
| 11 | Norvegia (bandiera)    | C     | Andreas Hoven       |
| 14 | Nigeria (bandiera)     | A     | Peter Michael       |
| 16 | Norvegia (bandiera)    | D     | Eirik Lereng        |
| 17 | Norvegia (bandiera)    | C     | Mathias Blårud      |

| N. |                     | Ruolo | Calciatore              |
| -- | ------------------- | ----- | ----------------------- |
| 18 | Norvegia (bandiera) | A     | Kristoffer Hoven        |
| 19 | Norvegia (bandiera) | C     | Tobias Bjørnebye        |
| 20 | Norvegia (bandiera) | A     | Markus Brændsrød        |
| 22 | Norvegia (bandiera) | D     | Eivind Helgesen         |
| 23 | Norvegia (bandiera) | D     | Anders Johannessen Nord |
| 24 | Norvegia (bandiera) | C     | Sixten Jensen           |
| 25 | Senegal (bandiera)  | A     | Alioune Ndour           |
| 27 | Norvegia (bandiera) | D     | Adrian Solberg          |
| 28 | Norvegia (bandiera) | A     | Mathias Sundberg        |
| 30 | Nigeria (bandiera)  | D     | Igoh Ogbu               |
| 32 | Norvegia (bandiera) | A     | Filip Mardal            |
| 34 | Norvegia (bandiera) | C     | Johan Bakke             |
| 35 | Norvegia (bandiera) | C     | Henrik Tysse Sperrevik  |
| 37 | Norvegia (bandiera) | P     | Håvard Hetle            |
| 50 | Norvegia (bandiera) | P     | Jørgen Johnsen          |

## Calciomercato

### Sessione invernale(dal 09/01 al 01/04)
| Arrivi           | Arrivi      | Arrivi   | Arrivi        |
| R.               | Nome        | da       | Modalità      |
| ---------------- | ----------- | -------- | ------------- |
| P                | Renze Fij   |          | svincolato    |
| D                | Daniel Eid  |          | svincolato    |
| D                | Axel Kryger |          | svincolato    |
| Altre operazioni |             |          |               |
| R.               | Nome        | da       | Modalità      |
| C                | Didé Fofana | Víkingur | fine prestito |

| Partenze | Partenze            | Partenze     | Partenze      |
| R.       | Nome                | a            | Modalità      |
| -------- | ------------------- | ------------ | ------------- |
| P        | Mathias Dyngeland   |              | svincolato    |
| P        | Geir Stenehjem      |              | ritiro        |
| D        | Ulrik Fredriksen    | Haugesund    | definitivo    |
| D        | Ole Martin Rindarøy |              | ritiro        |
| D        | Martin Ove Roseth   | Molde        | fine prestito |
| C        | Steffen Ernemann    |              | ritiro        |
| C        | Didé Fofana         |              | svincolato    |
| C        | Jonas Fredriksen    | Åsane        | definitivo    |
| C        | Eirik Schulze       |              | svincolato    |
| C        | Joachim Soltvedt    | Sarpsborg 08 | definitivo    |
| C        | Halldor Stenevik    | Strømsgodset | fine prestito |
| A        | Ulrik Flo           |              | svincolato    |

### Sessione estiva(dal 10/06 al 30/06)
| Arrivi | Arrivi            | Arrivi     | Arrivi     |
| R.     | Nome              | da         | Modalità   |
| ------ | ----------------- | ---------- | ---------- |
| D      | Igoh Ogbu         | Rosenborg  | definitivo |
| D      | Martin Ove Roseth | Molde      | definitivo |
| C      | Mathias Blårud    |            | svincolato |
| A      | Endre Kupen       | Bodø/Glimt | definitivo |

| Partenze         | Partenze           | Partenze  | Partenze      |
| R.               | Nome               | a         | Modalità      |
| ---------------- | ------------------ | --------- | ------------- |
| D                | Stefan Antonijević | Øygarden  | definitivo    |
| Altre operazioni |                    |           |               |
| R.               | Nome               | da        | Modalità      |
| D                | Igoh Ogbu          | Rosenborg | fine prestito |

### Tra la sessione estiva e la sessione autunnale
| Arrivi | Arrivi | Arrivi | Arrivi   |
| R.     | Nome   | da     | Modalità |
| ------ | ------ | ------ | -------- |

| Partenze | Partenze         | Partenze   | Partenze |
| R.       | Nome             | a          | Modalità |
| -------- | ---------------- | ---------- | -------- |
| C        | Tobias Bjørnebye | Hødd       | prestito |
| A        | Mathias Sundberg | Tromsdalen | prestito |

### Sessione autunnale(dall'08/09 al 05/10)
| Arrivi | Arrivi              | Arrivi     | Arrivi        |
| R.     | Nome                | da         | Modalità      |
| ------ | ------------------- | ---------- | ------------- |
| P      | Jørgen Johnsen      | Vålerenga  | prestito      |
| D      | Andreas van der Spa | Øygarden   | definitivo    |
| C      | Tobias Bjørnebye    | Hødd       | fine prestito |
| A      | Peter Michael       | Vålerenga  | prestito      |
| A      | Mathias Sundberg    | Tromsdalen | fine prestito |

| Partenze | Partenze            | Partenze    | Partenze   |
| R.       | Nome                | a           | Modalità   |
| -------- | ------------------- | ----------- | ---------- |
| D        | Per Magnus Steiring | Kongsvinger | definitivo |

## Risultati

### 1. divisjon

#### Girone di andata
| Arbitro: | Tennøy |

|           |           |                                         |
| Hagos 30’ | Marcatori | 8’ Kupen 54’ Ndour 59’ Eid 69’ A. Hoven |

| Arbitro: | Koløy |

|                                                           |           |            |
| K. Hoven 6’, 70’ Kupen 50’ Eid 79’ Ndour 81’ Helgesen 90’ | Marcatori | 30’ Sundli |

| Arbitro: | Medic |

|                                         |           |           |
| Aga 38’ (rig.) Pettersen 71’ Grønli 87’ | Marcatori | 49’ Ndour |

| Arbitro: | Tennøy |

|  |           |                                 |
|  | Marcatori | 51’ Retsius Grødem 62’ Kapidžić |

| Arbitro: | Moen |

|                                   |           |         |
| Tavakoli 26’, 45’, 64’ Agouda 84’ | Marcatori | 87’ Eid |

| Arbitro: | H. Røvig Sletner |

|             |           |  |
| Totland 15’ | Marcatori |  |

| Arbitro: | Lien |

|  |           |                       |
|  | Marcatori | 2’ K. Hoven 19’ Kupen |

| Arbitro: | Hauge |

|                                            |           |                              |
| K. Hoven 1’, 73’ Totland 71’ Brændsrød 90’ | Marcatori | 36’ Enkerud 89’ Nymo Matland |

| Arbitro: | Higraff |

|                            |           |                       |
| Kartum 34’ Römo Skille 86’ | Marcatori | 7’ Blårud 40’ Totland |

| Arbitro: | Bodding |

|                                               |           |  |
| Totland 1’ K. Hoven 28’, 89’ (rig.) Ndour 33’ | Marcatori |  |

| Arbitro: | Higraff |

|                               |           |                          |
| Antonsen 15’ (rig.) Azemi 86’ | Marcatori | 76’ Brændsrød 80’ Blårud |

| Arbitro: | Hauge |

|                         |           |  |
| Blårud 9’ Mannsverk 50’ | Marcatori |  |

| Kongsvinger 30 agosto 2020, ore 15:00 13ª giornata | Kongsvinger | 0 – 0 referto | Sogndal | Gjemselund Stadion (200 spett.)\| Arbitro: \| Ekeli Valen \| |
| Arbitro:                                           | Ekeli Valen |               |         |                                                              |

| Arbitro: | Lien |

|                      |           |  |
| K. Hoven 2’, 8’, 38’ | Marcatori |  |

| Arbitro: | Sinnes |

|  |           |                                             |
|  | Marcatori | 45’ (rig.) K. Hoven 51’ Mannsverk 67’ Kupen |

#### Girone di ritorno
| Arbitro: | Medic |

|                              |           |                       |
| Ndour 52’ Eid 53’ Blårud 59’ | Marcatori | 30’ Kartum 48’ Augdal |

| Arbitro: | S. Røvig Sletner |

|  |           |             |
|  | Marcatori | 24’ Totland |

| Arbitro: | H. Røvig Sletner |

|                                               |           |                          |
| K. Hoven 20’, 30’, 47’, 67’ (rig.) Blårud 34’ | Marcatori | 76’ Jalasto 85’ Andersen |

| Arbitro: | Moen |

|             |           |  |
| Karlsen 70’ | Marcatori |  |

| Arbitro: | Lien |

|          |           |           |
| Ogbu 82’ | Marcatori | 31’ Azemi |

| Arbitro: | Koløy |

|                                   |           |               |
| A. Hoven 16’ (aut.) Brattbakk 38’ | Marcatori | 81’ Mannsverk |

| Arbitro: | Tennøy |

|                                      |           |             |
| K. Hoven 63’ (aut.) Nymo Matland 74’ | Marcatori | 34’ Michael |

| Arbitro: | Ekeli Valen |

|                   |           |  |
| Knudsen 5’ (aut.) | Marcatori |  |

| Arbitro: | H. Røvig Sletner |

|            |           |              |
| George 45’ | Marcatori | 56’ K. Hoven |

| Arbitro: | Hauge |

|  |           |             |
|  | Marcatori | 7’ Kairinen |

| Arbitro: | Higraff |

|                            |           |  |
| Totland 19’ Ndour 63’, 66’ | Marcatori |  |

| Arbitro: | Sinnes |

|                       |           |           |
| Sande 17’ Eriksen 90’ | Marcatori | 49’ Ndour |

| Arbitro: | Medic |

|                          |           |            |
| K. Hoven 24’ Michael 82’ | Marcatori | 17’ Cornic |

| Arbitro: | Moen |

|                    |           |  |
| Aas 56’ Sundli 68’ | Marcatori |  |

| Arbitro: | Lien |

|                        |           |                              |
| Ndour 3’ Mannsverk 30’ | Marcatori | 62’ Nilsen Tangen 78’ Nygard |

#### Qualificazioni all'Eliteserien
| Arbitro: | Amland (Bergen) |

|                                 |           |                    |
| Kupen 25’ Michael 38’ Adams 78’ | Marcatori | 13’ Sollie Rønning |

| Arbitro: | Hagen (Grue) |

|                          |           |                                    |
| Sveen 9’, 88’ Nakkim 90’ | Marcatori | 79’ (rig.) Adams 80’ Kristoffersen |

## Statistiche

### Statistiche di squadra
| Competizione          | Punti | In casa | In casa | In casa | In casa | In casa | In casa | In trasferta | In trasferta | In trasferta | In trasferta | In trasferta | In trasferta | Totale | Totale | Totale | Totale | Totale | Totale | DR  |
| Competizione          | Punti | G       | V       | N       | P       | Gf      | Gs      | G            | V            | N            | P            | Gf           | Gs           | G      | V      | N      | P      | Gf     | Gs     | DR  |
| --------------------- | ----- | ------- | ------- | ------- | ------- | ------- | ------- | ------------ | ------------ | ------------ | ------------ | ------------ | ------------ | ------ | ------ | ------ | ------ | ------ | ------ | --- |
| 1. divisjon           | 51    | 15      | 12      | 2       | 1       | 37      | 14      | 15           | 4            | 4            | 7            | 20           | 22           | 30     | 15     | 6      | 9      | 57     | 36     | +21 |
| Qual. all'Eliteserien | -     | 1       | 1       | 0       | 0       | 3       | 1       | 1            | 0            | 0            | 1            | 2            | 3            | 2      | 1      | 0      | 1      | 5      | 4      | +1  |
| Totale                | -     | 16      | 13      | 2       | 1       | 40      | 15      | 16           | 4            | 4            | 8            | 22           | 25           | 32     | 16     | 6      | 10     | 62     | 40     | +22 |

### Andamento in campionato
| Giornata  | 1 | 2 | 3 | 4 | 5  | 6 | 7 | 8 | 9 | 10 | 11 | 12 | 13 | 14 | 15 | 16 | 17 | 18 | 19 | 20 | 21 | 22 | 23 | 24 | 25 | 26 | 27 | 28 | 29 | 30 |
| --------- | - | - | - | - | -- | - | - | - | - | -- | -- | -- | -- | -- | -- | -- | -- | -- | -- | -- | -- | -- | -- | -- | -- | -- | -- | -- | -- | -- |
| Luogo     | T | C | T | C | T  | C | T | C | T | C  | T  | C  | T  | C  | T  | C  | T  | C  | T  | C  | T  | T  | C  | T  | C  | C  | T  | C  | T  | C  |
| Risultato | V | V | P | P | P  | V | V | V | N | V  | N  | V  | N  | V  | V  | V  | V  | V  | P  | N  | P  | P  | V  | N  | P  | V  | P  | V  | P  | N  |
| Posizione | 2 | 1 | 4 | 6 | 10 | 7 | 4 | 3 | 4 | 3  | 3  | 3  | 3  | 3  | 2  | 2  | 2  | 2  | 2  | 3  | 3  | 3  | 3  | 3  | 3  | 3  | 3  | 3  | 3  | 3  |

Fonte:  OBOS-ligaen 2020, su altomfotball.no, Altomfotball. URL consultato il 15 marzo 2023 (archiviato dall'url originale il 23 ottobre 2022).
Legenda:

Luogo: C = Casa; T = Trasferta. Risultato: V = Vittoria; N = Pareggio; P = Sconfitta.

### Statistiche dei giocatori
| Giocatore           | 1. divisjon | 1. divisjon | 1. divisjon | 1. divisjon | Coppa nazionale | Coppa nazionale | Coppa nazionale | Coppa nazionale | Coppe europee | Coppe europee | Coppe europee | Coppe europee | Qual. all'Eliteserien | Qual. all'Eliteserien | Qual. all'Eliteserien | Qual. all'Eliteserien | Totale   | Totale | Totale      | Totale     |
| Giocatore           | Presenze    | Reti        | Ammonizioni | Espulsioni  | Presenze        | Reti            | Ammonizioni     | Espulsioni      | Presenze      | Reti          | Ammonizioni   | Espulsioni    | Presenze              | Reti                  | Ammonizioni           | Espulsioni            | Presenze | Reti   | Ammonizioni | Espulsioni |
| ------------------- | ----------- | ----------- | ----------- | ----------- | --------------- | --------------- | --------------- | --------------- | ------------- | ------------- | ------------- | ------------- | --------------------- | --------------------- | --------------------- | --------------------- | -------- | ------ | ----------- | ---------- |
| A. Adams            | 2           | 0           | 0           | 0           |                 |                 |                 |                 |               |               |               |               | 2                     | 2                     | 1                     | 0                     | 4        | 2      | 1           | 0          |
| J. Bakke            | 3           | 0           | 0           | 0           |                 |                 |                 |                 |               |               |               |               | 0                     | 0                     | 0                     | 0                     | 3        | 0      | 0           | 0          |
| T. Bjørnebye        | 1           | 0           | 0           | 0           |                 |                 |                 |                 |               |               |               |               | 0                     | 0                     | 0                     | 0                     | 1        | 0      | 0           | 0          |
| M. Blårud           | 28          | 5           | 7           | 0           |                 |                 |                 |                 |               |               |               |               | 2                     | 0                     | 0                     | 0                     | 30       | 5      | 7           | 0          |
| M. Brændsrød        | 13          | 2           | 1           | 0           |                 |                 |                 |                 |               |               |               |               | 0                     | 0                     | 0                     | 0                     | 13       | 2      | 1           | 0          |
| D. Eid              | 29          | 4           | 4           | 0           |                 |                 |                 |                 |               |               |               |               | 2                     | 0                     | 0                     | 0                     | 31       | 4      | 4           | 0          |
| R. Fij              | 30          | -36         | 1           | 0           |                 |                 |                 |                 |               |               |               |               | 2                     | -4                    | 0                     | 0                     | 32       | -40    | 1           | 0          |
| E. Helgesen         | 16          | 1           | 0           | 0           |                 |                 |                 |                 |               |               |               |               | 0                     | 0                     | 0                     | 0                     | 16       | 1      | 0           | 0          |
| H. Hetle            | 0           | 0           | 0           | 0           |                 |                 |                 |                 |               |               |               |               | 0                     | 0                     | 0                     | 0                     | 0        | 0      | 0           | 0          |
| A. Hoven            | 19          | 1           | 0           | 0           |                 |                 |                 |                 |               |               |               |               | 0                     | 0                     | 0                     | 0                     | 19       | 1      | 0           | 0          |
| K. Hoven            | 30          | 17          | 1           | 0           |                 |                 |                 |                 |               |               |               |               | 1                     | 0                     | 0                     | 0                     | 31       | 17     | 1           | 0          |
| S. Jensen           | 17          | 0           | 0           | 0           |                 |                 |                 |                 |               |               |               |               | 0                     | 0                     | 0                     | 0                     | 17       | 0      | 0           | 0          |
| A. Johannessen Nord | 13          | 0           | 1           | 0           |                 |                 |                 |                 |               |               |               |               | 2                     | 0                     | 0                     | 0                     | 15       | 0      | 1           | 0          |
| J. Johnsen          | 0           | 0           | 0           | 0           |                 |                 |                 |                 |               |               |               |               | 0                     | 0                     | 0                     | 0                     | 0        | 0      | 0           | 0          |
| T. Kristoffersen    | 26          | 0           | 6           | 0           |                 |                 |                 |                 |               |               |               |               | 1                     | 1                     | 0                     | 0                     | 27       | 1      | 6           | 0          |
| A. Kryger           | 27          | 0           | 2           | 0           |                 |                 |                 |                 |               |               |               |               | 2                     | 0                     | 0                     | 0                     | 29       | 0      | 2           | 0          |
| E. Kupen            | 26          | 4           | 3           | 0           |                 |                 |                 |                 |               |               |               |               | 2                     | 1                     | 1                     | 0                     | 28       | 5      | 4           | 0          |
| E. Lereng           | 12          | 0           | 1           | 0           |                 |                 |                 |                 |               |               |               |               | 2                     | 0                     | 0                     | 0                     | 14       | 0      | 1           | 0          |
| S. Mannsverk        | 27          | 4           | 4           | 0           |                 |                 |                 |                 |               |               |               |               | 2                     | 0                     | 0                     | 0                     | 29       | 4      | 4           | 0          |
| F. Mardal           | 1           | 0           | 0           | 0           |                 |                 |                 |                 |               |               |               |               | 0                     | 0                     | 0                     | 0                     | 1        | 0      | 0           | 0          |
| P. Michael          | 10          | 2           | 0           | 0           |                 |                 |                 |                 |               |               |               |               | 2                     | 1                     | 0                     | 0                     | 12       | 3      | 0           | 0          |
| A. Ndour            | 23          | 9           | 3           | 0           |                 |                 |                 |                 |               |               |               |               | 2                     | 0                     | 0                     | 0                     | 25       | 9      | 3           | 0          |
| I. Ogbu             | 26          | 1           | 7           | 0           |                 |                 |                 |                 |               |               |               |               | 2                     | 0                     | 0                     | 0                     | 28       | 1      | 7           | 0          |
| M. Roseth           | 27          | 0           | 3           | 0           |                 |                 |                 |                 |               |               |               |               | 0                     | 0                     | 0                     | 0                     | 27       | 0      | 3           | 0          |
| A. Solberg          | 2           | 0           | 0           | 0           |                 |                 |                 |                 |               |               |               |               | 0                     | 0                     | 0                     | 0                     | 2        | 0      | 0           | 0          |
| P. Steiring         | 10          | 0           | 0           | 0           |                 |                 |                 |                 |               |               |               |               | 0                     | 0                     | 0                     | 0                     | 10       | 0      | 0           | 0          |
| M. Sundberg         | 5           | 0           | 0           | 0           |                 |                 |                 |                 |               |               |               |               | 0                     | 0                     | 0                     | 0                     | 5        | 0      | 0           | 0          |
| T. Totland          | 29          | 6           | 4           | 0           |                 |                 |                 |                 |               |               |               |               | 2                     | 0                     | 1                     | 0                     | 31       | 6      | 5           | 0          |
| H. Tysse Sperrevik  | 0           | 0           | 0           | 0           |                 |                 |                 |                 |               |               |               |               | 0                     | 0                     | 0                     | 0                     | 0        | 0      | 0           | 0          |
| A. van der Spa      | 8           | 0           | 0           | 0           |                 |                 |                 |                 |               |               |               |               | 1                     | 0                     | 0                     | 0                     | 9        | 0      | 0           | 0          |